# Rüdesheim am Rhein
Rüdesheim am Rhein è un comune tedesco di 10 054 abitanti, situato nel land dell'Assia.
Sul suo territorio si trovano il Niederwalddenkmal, il monumento ottocentesco dedicato alla Unificazione della Germania, e l'Abbazia di Santa Ildegarda.

## Curiosità
La località è menzionata dallo scrittore vicentino Antonio Fogazzaro nel romanzo Il mistero del poeta.